# والتر کودر
والتر کودر (انگلیسی: Walter Cuder؛ زادهٔ ۲۵ دسامبر ۱۹۸۲) بازیکن فوتبال اهل آرژانتین است.